# Saccharomyces uvarum
Saccharomyces uvarum es una especie de levadura que se cree que se originó como un híbrido del S. cerevisiae y del S. monacensis, debido a su genoma anfiploide. 

## Historia
La descubrió en 1883 Emil Christian Hansen cuando trabajaba para la cervecera danesa Carlsberg, es por ello que también se la conoce como Saccharomyces carlsbergensis. Los derechos de la nueva levadura descubierta no se reservaron y, por el contrario, J.C. Jacobsen, propietario de Carlsberg, permitió su uso público.
Martinus Willem Beijerinck realizó más investigaciones en 1898 y concluyó que la S. uvarum era la misma que la S. bayanus sin embargo, ambas especies fueron diferenciadas por Nguyen y Gaillardin en 2005.